# Mark Cairns
Pour les articles homonymes, voir Cairn (homonymie).
Mark Cairns, né le 21 juin 1967 est un joueur professionnel de squash représentant l'Angleterre. Il atteint en juillet 1995 la dixième place mondiale sur le circuit international, son meilleur classement. 
Mark Cairns est membre de l'équipe d'Angleterre qui est championne d'Europe par équipes entre 1995 et 1997. Il est le premier champion du monde en double de squash avec Chris Walker en 1997. Il prend sa retraite sportive en 2002.

## Palmarès

### Titres
- Grasshopper Cup : 2001
- Open de Hongrie : 1995
- Championnats britanniques : 1997
- Championnats d'Europe par équipes: 3 titres (1995-1997)